# Ghinionistul (film din 2017)
Ghinionistul este un film românesc de comedie romantică din 2017 regizat de Iura Luncașu. Rolurile principale au fost interpretate de actorii Vlad Logigan, Sânziana Tarța și Gheorghe Visu.

## Rezumat
Filmul îl are ca protagonist pe Robert Ion (Vlad Logigan), un tânăr urmărit de ghinion care încearcă să ajungă la timp la un casting, dar întâlnește multe obstacole în drumul său...

## Distribuție
Distribuția filmului este alcătuită din:
- Vlad Logigan — Robert Ion, un tânăr muzician din Gărâna
- Sânziana Tarța — Sonia Dinu, fiica unui om de afaceri bogat
- Gheorghe Visu — Pavel Ion, pensionar bețiv, tatăl lui Robert
- Tabita Givoreanu — Denisa, elevă, sora lui Robert
- Anca Sârbu — Ana, sora lui Robert
- Salex Iatma — Ninu, proprietarul Hanului „La Răscruce”
- Dorian Popa — Nero, prietenul sașiu al lui Robert
- Levent Sali — Speedy, prietenul lui Robert implicat în răpirea Soniei (menționat Sali Levent)
- Radu Gabriel — nea Petrică, angajatul șmecher al Spitalului din Anina
- Codin Maticiuc — Mugurel, prietenul lui nea Petrică, șoferul care îl transportă pe tatăl lui Robert de la Spitalul din Anina
- Ruby — Zizi, proprietara locuinței familiei Ion
- Augustin Viziru — Rocky, soțul lui Zizi
- Virgil Ianțu — domnul Dinu, tatăl Soniei, un om de afaceri bogat
- Diana Dumitrescu — Claudia, impresara lui Robert
- Julien Javions — Charles Heidelberg, chitaristul preferat al lui Robert
- Florin Ibrasi — dom' profesor, colegul de băutură al lui Pavel
- Dan Mirea — șoferul dricului
- Laurențiu Plestici — polițistul de la secția rurală care oprește dricul
- Sorin Miron — plutonierul Sorin Savu, polițistul de la secția rurală care vrea să ajungă la Reșița
- Ana-Maria Cizler — Doina, mama Mirunei, femeia care-l angajează pe Robert ca să o învețe pe fiica ei să cânte la chitară
- Roberta Klotbir — Miruna, fetița care ia lecții de chitară de la Robert
- Geani Berdac — soțul Doinei
- Camelia Ghinea — tanti Nuți, femeia bolnavă de care are grijă Robert
- Sorin Fruntelată — Toni, om de afaceri, fiul lui tanti Nuți
- Marius Damian — pasagerul din tren
- Andrada Samoilă — soția pasagerului din tren
- Corina Plestici — doctorița de la Spitalul din Anina
- Alexandra Franț — Mariana, asistenta medicală de la Spitalul din Anina
- Alfred Loba — polițist de la Brigada Antidrog
- Andrei Franț — polițist de la Brigada Antidrog
- Sorin Crișan — șoferul lui Dinu
- Gabriel Stănucă — Gabi, șoferul lui Charles
- Larry Maronese — vecinul manelist al familiei Ion
- Mario Stănucă — proprietarul terenului agricol
- Cosmin Cristescu — bodyguardul lui Dinu
- Cristian Motreanu — bodyguardul lui Dinu